# Florence Township (comté de Will, Illinois)
Florence Township est un township du comté de Will dans l'Illinois, aux États-Unis,. En 2010, le township comptait une population de 933 habitants.

## Source de la traduction
- (en) Cet article est partiellement ou en totalité issu de l’article de Wikipédia en anglais intitulé « Florence Township, Will County, Illinois » (voir la liste des auteurs).